# (129060) Huntskretsch
(129060) Huntskretsch est un astéroïde de la ceinture principale.

## Description
(129060) Huntskretsch est un astéroïde de la ceinture principale. Il fut découvert le 4 novembre 2004 aux Monts Santa Catalina par le projet CSS. Il présente une orbite caractérisée par un demi-grand axe de 3,01 UA, une excentricité de 0,15 et une inclinaison de 2,6° par rapport à l'écliptique.
Il est nommé d'après un contributeur de la mission OSIRIS-REx dont l'objet est l'étude de l'astéroïde (101955) Bénou.